# PLB Nr. 1125 bis 1127
Die Dieseltriebwagen PLB Nr. 1125–1127 waren meterspurige Triebwagen mit dieselelektrischem Antrieb und gelangten während des Zweiten Weltkriegs aus dem besetzten Frankreich zu den Franzburger Kreisbahnen (FKB). Dort wurden sie von der Deutschen Reichsbahn als VT 137 562–564 übernommen. Zwei Fahrzeuge waren bis in die 1970er Jahre auf der Kleinbahn im Betrieb und wurden mit den EDV-Bezeichnungen 187 102-9 und 187 103-7 versehen. 1975 wurde das letzte Fahrzeug ausgemustert.

## Geschichte
Die Fahrzeuge entstammten einer Serie von fünf Triebwagen des Werktyps BL, die Brissonneau et Lotz zwischen Oktober 1935 und 1938 an die Compagnie des Chemins de fer du Morbihan in die Bretagne geliefert hatte. Dort erhielten sie die Bezeichnung BDM 1–5. Der Preis pro Stück betrug 257.000 Francs.
Während der Besetzung Frankreichs im Zweiten Weltkrieg wurden drei Fahrzeuge von der Reichsverkehrsgruppe Schienenverkehr für den Betrieb auf den Franzburger Kreisbahnen requiriert. Als Fahrzeuge der Pommerschen Landesbahnen (PLB), zu denen die FKB gehörten, erhielten sie die Betriebsnummern PLB 1125–1127. Ende der 1940er Jahre baute man aus Gründen der Ersatzteilbevorratung dem Triebwagen 1127 die Antriebsanlage aus und verwendete diese als Ersatzteil für die anderen beiden Fahrzeuge. Außerdem war geplant, die Triebwagen als Ergänzungsfahrzeuge für den Betrieb auf den Strecken der Nordhausen-Wernigeroder Eisenbahn-Gesellschaft vorzuhalten, was wegen der Steigungen nicht realisiert wurde.
Das Ende der Fahrzeuge ist teilweise unklar. Die Franzburger Kreisbahnen wurden 1971 stillgelegt und danach abgebaut. Der Triebwagen VT 137 562 wurde schon 1969 abgestellt und 1971 verschrottet. Der VT 137 563 wurde ab 1. Januar 1970 in Stralsund geführt und 1975 verschrottet. 1979 war der Wagenkasten als Laube in Barth zu sehen. 1992 waren die Reste des Fahrzeuges noch in einem guten Erhaltungszustand vorhanden.  Zum Stand 2009 war noch nicht über das weitere Schicksal dieses Sachzeugen entschieden.

## Technische Beschreibung
Die Fahrzeuge, die zu ihrer Einsatzzeit als sehr modern galten, wiesen einige von zeitgenössischen deutschen Triebwagen stark abweichende Besonderheiten auf. Die Antriebsanlage war in einem besonderen Motorraum untergebracht, die beiden elektrischen Fahrmotoren waren auf der gleichen Seite in den Drehgestellen gelagert.
Fremd wirkten die Fahrzeuge durch ihre doppelte Übergangstür in der Stirnseite des Triebwagens. Das brachte zum einen Sichteinschränkungen für den Lokführer, der auf diesen Fahrzeugen seinen Bedienungsplatz auf der linken Seite hatte. Ebenso wirkten die Lüftungsgitter neben dem Führerhausseitenfenster und das große Belüftungsdach, das für die Belüftung der Maschinenanlage diente. Die Einstiegstüren waren hinter dem Maschinenraum als Drehtüren, auf der anderen Fahrzeugseite als große Schiebetüren ausgeführt. Zwischen ihnen befand sich der Fahrgastraum. Zwischen der hinteren Schiebetür und dem anschließenden Fahrgastraum befand sich ein Postraum, der in der Gattungsbezeichnung nicht angegeben war.
Die Maschinenanlage bestand ursprünglich aus einem Sechszylinder-Dieselmotor Fabrikat Berliet mit einer Leistung von 135 PS. Im späteren Betriebsdienst durch die Deutsche Reichsbahn war der Motor bereits mit dem Fabrikat Deutz angegeben. An den Motor angekoppelt war ein 90 kW starker Generator für 550 V und 180 A, er lieferte Strom für die beiden 45 kW starken Antriebsmotoren, die im darunter liegenden Drehgestell als Tatzlager-Motoren aufgehängt waren. Laut anderer Quelle war je ein Drehgestell mit einem Motor versehen. Die Steuerung erfolgte über eine Widerstandssteuerung.
Bei Testfahrten in der Ebene wurde eine Höchstgeschwindigkeit von 95 km/h erreicht.